# Thymus bracteatus
Thymus bracteatus ist eine Pflanzenart aus der Gattung der Thymiane (Thymus) in der Familie der Lippenblütler.

## Beschreibung
Thymus bracteatus ist ein kleiner Strauch mit langen, schlanken, hochgebogenen bis niederliegenden nicht-blütentragenden Stängel, von denen etwa 12 cm lange, aufrechte bis aufsteigende, blütentragende und behaarte Stängel sowie achselständige Büschel aus Laubblätter ausgehen. Diese sind 8 bis 12 mm lang und (selten nur 1,2) 1,5 bis 2 mm breit. Sie sind krautig, blass grün, unbehaart, an der Basis gewimpert und meist gestielt.
Die Blütenstände sind köpfchenförmig bis etwas langgestreckt, wobei der unterste Scheinwirtel etwas entfernt steht. Die Tragblätter sind 2,5 bis 4 mm breit, ähneln den Laubblättern, sind elliptisch bis schmal eiförmig, meist über die Scheinwirtel hinausstehend, blass grün und bewimpert. Der Kelch ist 4,5 bis 6 mm lang, die Kelchröhre ist glockenförmig bis nahezu zylindrisch und behaart und deutlich kürzer als die Lippen. Die oberen Zähne sind etwa 1,2 bis 1,8 cm lang, schmal lanzettlich und bewimpert. Die Krone ist 7 bis 8 mm lang und weißlich gefärbt.

## Vorkommen und Standorte
Die Art kommt in der Mitte und im Osten Spaniens vor.